# Rutland Railway
Le Rutland Railway (sigle de l'AAR : RUT) était un ancien chemin de fer américain de classe I qui opérait dans l'État de New York et du Vermont.

## Les origines
Le premier ancêtre du Rutland, baptisé Rutland & Burlington Railroad, fut créé en 1843 dans le Vermont, pour relier Rutland et Burlington. D'autres chemins de fer furent créés dans la région, et en 1867, le Rutland & Burlington Railroad adopta le nom de Rutland Railroad.
Entre 1871 et 1896, le Rutland Railroad fut loué au Central Vermont Railway, jusqu'à ce que ce dernier soit placé en redressement judiciaire. Le New York Central Railroad prit brièvement le contrôle du Rutland à partir de 1904, puis il vendit la moitié de ses parts au New York, New Haven and Hartford Railroad en 1911.
Pour beaucoup le Rutland était connu pour ses longs trains de marchandises chargés de produits laitiers. À son apogée, le Rutland desservait un réseau d'environ 644 km, dont la forme ressemblait grossièrement à un "L" retourné. Il reliait Chatham à Alburgh, Vermont au nord (avec une extension vers Noyan, Québec, puis partait vers l'ouest en direction de Ogdensburg, New York en longeant le fleuve Saint-Laurent. Jamais solide sur le plan financier, le Rutland entra pour la première fois en redressement judiciaire en 1938. La réduction des coûts inclut une baisse des salaires.

## Le déclin
Après la Seconde Guerre mondiale, le Rutland continua son déclin, et de nombreux embranchements furent fermés. Le Rutland Railroad se réorganisa en 1950 sous le nom de Rutland Railway. En 1953, une grève de 3 semaines entraîna la disparition de ce qui restait du service voyageur.
Le Rutland envisagea de déplacer son centre opérationnel de Rutland à Burlington ; mais les employés qui ne souhaitaient pas venir habiter à Burlington déclenchèrent une nouvelle grève. En 1961, le Rutland réalisant qu'il n'était plus viable, demanda à l'Interstate Commerce Commission de cesser ses opérations. Après acceptation, le Ruland ferma le 20 mai 1963.
La plupart des droits de passages furent rachetés par l’État du Vermont. La Northern Division entre Ogdensburg et Norwood est actuellement exploitée par le Vermont Railway. La propriété de la ligne entre Norwood et Burlington a été dispersée, mais les 34 km de la section Norwood-Moira a été recyclée en piste multi-usage sous le nom de Rultand Trail.

## Traduction
- (en) Cet article est partiellement ou en totalité issu de l’article de Wikipédia en anglais intitulé « Rutland Railway » (voir la liste des auteurs).